# A Shelter In The Desert
A Shelter in the Desert (Español: Un refugio en el desierto), es una banda de Post Rock Mexicana multi instrumental originaria de la CDMX formada en el 2009, considerada una de las pioneras del género en México y caracterizada por tener melodías que atrapan a su audiencia en una experiencia sonora y visual con sus discos conceptuales y presentaciones en vivo.   
"Busca llevar al público nacional e internacional una experiencia sonora donde se verá obligado a enfrentarse con sus propios sentimientos, pensamientos o demonios a medida que fluyen las melodías, ritmos y armonías".  

## Historia
Nace el 2009 como el resultado de la amistad de 5 individuos, con el único objetivo de expresar sus emociones y vivencias. Las influencias musicales son incontables, pero encontraron su identidad en el sonido del Post-rock y la libertad con la que este estilo les permite desenvolverse. En agosto de 2012 publicaron su primer álbum "Maze of Memories" que fue más tarde editado por el sello Oxide-Tones, en Alemania.
Con sede en México, la banda de 5 piezas, sigue las normas conocidas y muy queridas dentro de la escena Post-rock. Crescendos mezclados con delicadas melodías, liberándose de los límites habituales de la música popular; mezclando estructuras clásicas con sonidos progresivos, que sobresalen en la evocación de paisajes sonoros que permiten al oyente sumergirse en un mundo de emociones sin límites.

Su música es un intento por ofrecer una solución musical para hacer frente al mundo real y las dificultades, y retratar la condición humana. Afirmando que la música es un instrumento que puede influir en las emociones y estados de ánimo de las personas, y que una melodía puede expresar, no solo un mensaje más complejo que uno hecho con palabras, sino un mensaje particular para cada oyente, los temas de sus canciones, expresados en sus títulos, tratan temas como la nostalgia, los sueños, dolor y esperanza.  
En el año 2010, bajo el nombre de [reSound] después de crear la banda y empezar a componer, publicaron su primer EP, de carácter homónimo, que constó de seis canciones instrumentales. Durante el este periodo y a mediados del 2014, [reSound] estuvo presentándose en lugares de la capital del país como la Biblioteca Vasconcelos, Teatro del Pueblo, Centro Cultural del Bosque, la Feria Internacional del Libro Infantil y Juvenil en el Centro Nacional de las Artes, la Universidad Autónoma Metropolitana, el Foro Alicia, el Atlántico Club, la Libélula Sound Station, Blue Factor, el Metro de la Ciudad de México, Caradura, El Imperial, Festival Welcome Ghosts de Colapso, Festival Unión (ANHE), sesiones Kindergarten, entre otros foros. 
En el año de 2011 la agrupación presentó un subproyecto de la musicalización en vivo de la película surcoreana Oldboy, del director Park Chan-Wook, con una alternativa sonora a la música original. La película se presentó en el ciclo “Cinema Beat” de Alas y Raíces del Centro Nacional para la cultura y las Artes (CONACULTA), en la Biblioteca Vasconcelos, en la Universidad Autónoma Metropolitana y en el Festival Octubre Negro de Puebla.
En el 2012 aún como [reSound] participaron en el acoplado de Bandas organizado por la Universidad Autónoma Metropolitana Unidad Azcapotzalco, producido por Gerry Rosado, de Discos Intolerancia, que ha tenido una presencia importante en festivales masivos tanto fuera como dentro del país.
Después de dos años de tocar como [reSound] el proyecto evolucionó en todos los aspectos y así fue como por distintas razones tanto musicales como personales, decidieron cambiar al nombre a A Shelter in the Desert que resume lo que su música significa, en principio, para ellos mismos, y lo que la banda también quería reflejar, compartiendo con la gente esta apropiación o adopción: Un refugio en el desierto de nuestras vidas. Una visión de la música como un medio de sanidad para el alma, y un retrato de la condición del espíritu humano”.
A sí fue como en el marcaje de su nueva etapa, A Shelter in the Desert publicó su primer material titulado Maze of Memories, producido de manera autogestiva y de forma independiente. De este modo, el álbum, que consta de 5 piezas instrumentales, fue lanzado en forma digital el 24 de agosto de 2012, y en pocas semanas, sin contar con ninguna mención o publicación de ningún medio de comunicación masiva, para la sorpresa tanto de propios como ajenos, logró situarse en las principales páginas y blogs de Post-Rock en Europa, obteniendo favorables reseñas de sitios en Alemania, España, Bulgaria, Rusia, Polonia, Rumania, Italia, Reino Unido, Holanda y Bélgica, y participando en Compilados Internacionales como Oxide-tones: The Grass Is Always Greener, Destination: Post-rock Indonesia, y Ribs Out Compilation II y III.
Meses más tarde, como resultado de esta buena acogida por el público Europeo, A Shelter in the Desert fue firmada por el sello Oxide-Tones en Alemania (productora de grandes bandas como Mooncake, Collapse Under The Empire, The Echelon Effect, This Patch of Sky, Canyons of Static), quienes publicaron una edición física del álbum para Europa que contenía un track extra, convirtiéndolo así en su primer álbum de larga duración.

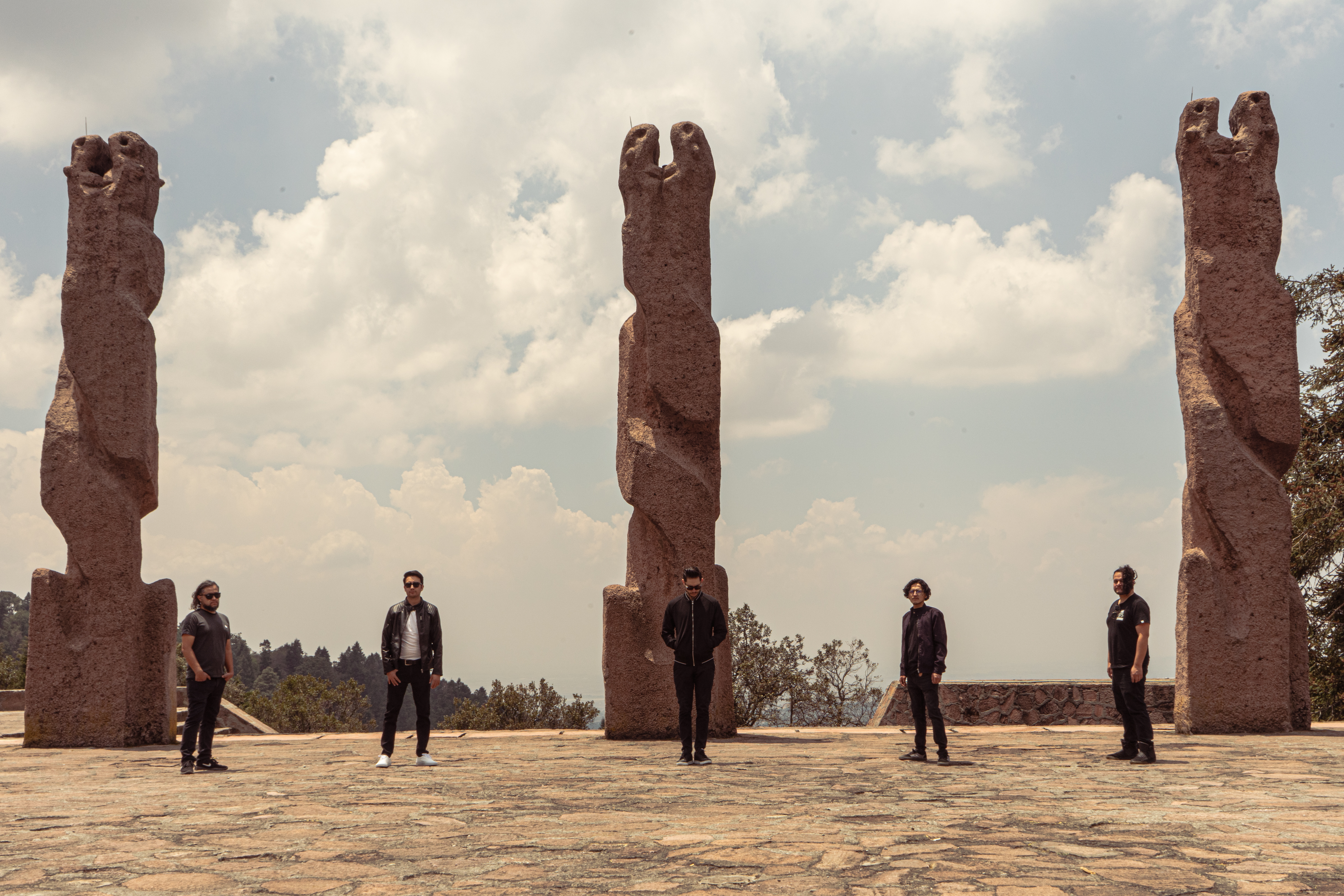
A Shelter In The Desert 2022 Disharmonic

Maze of Memories también fue licenciado y distribuido en España por el sello Aloud Music LTD, y en Japón por el sello Linus Records.

## Miembros
- Erick Fry (Sintetizadores, Voz, Piano, teclados y samplers)
- Óscar Rodríguez (Guitarra)
- Anuar Rodríguez (Bajo)
- Alejandro Rodríguez(Batería y Kaoss pad)
- Pepe Rincón (Guitarra)

Miembros anteriores
- Pepe Óscar (Guitarra), desde que se formó la banda hasta 2014
- Abraham Mendoza (Batería), desde que se formó la banda hasta 2010

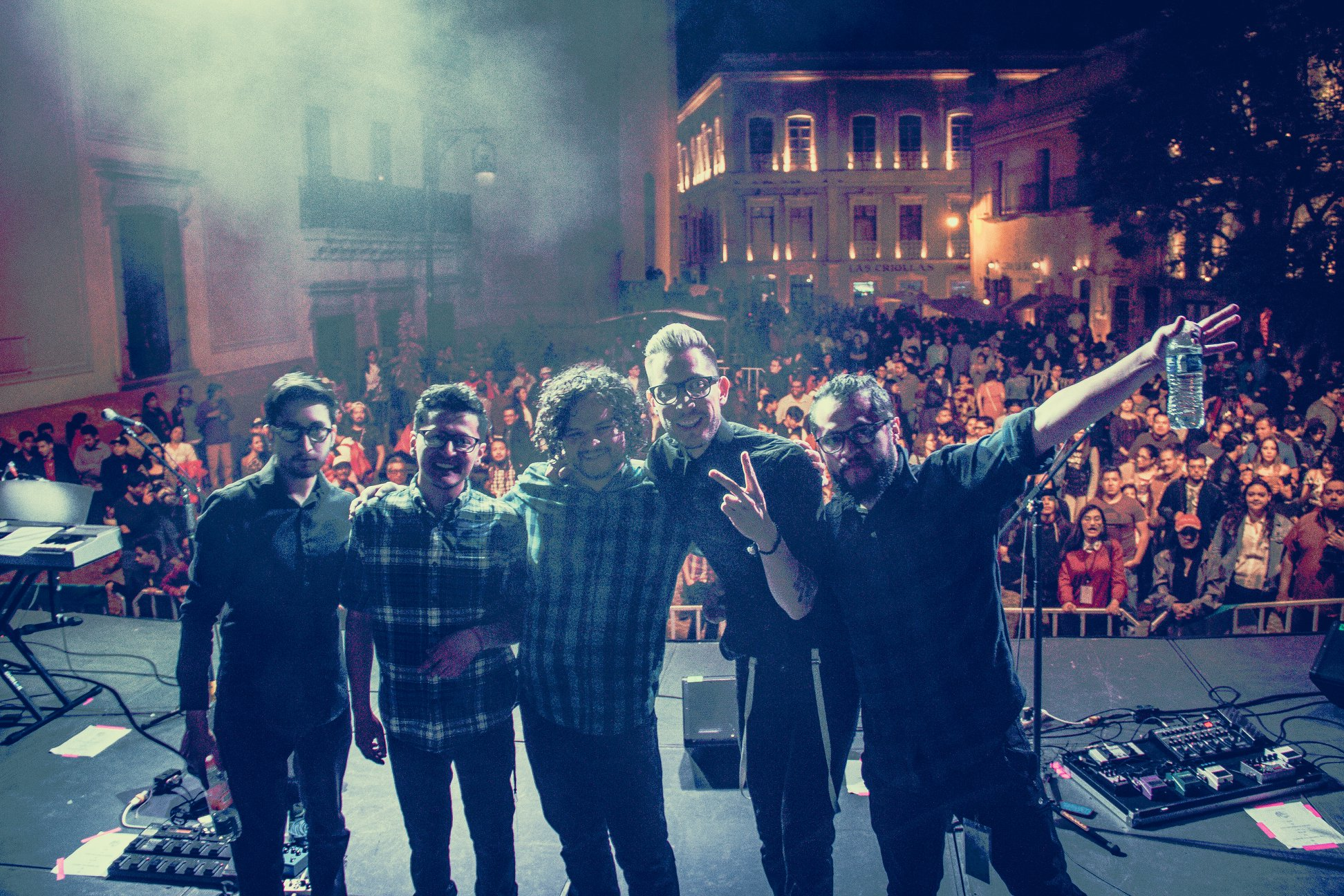
A Shelter in the Desert en el Festival Cultural Zacatecas

## Trayectoria
A finales del 2013, A Shelter in the Desert, forma parte de "Ode To An Unspoken Movement" un compilado internacional de música inédita curado y publicado por el sello Alemán Oxide-Tones, en conjunto con la TheSirenssounds.com, el sitio web más importante de música experimental en Europa. 
A principios del 2014, A Shelter in the Desert es anunciado como parte del line-up de ALOUD MUSIC FESTIVAL, festival internacional de rock instrumental celebrado en la ciudad de Barcelona, convirtiéndose así en la primera banda mexicana en formar parte de un festival internacional del género, y visitando por primera vez Europa, en un tour por la península ibérica, dando exitosas presentaciones en Barcelona, Madrid y Don Benito.
A Shelter in the Desert forma parte del noveno compilado ANTOJITOS MEXICANOS VOLUMEN 9 del sello SOCSUB (Sociedad Subterránea), una radiografía de sonidos y ritmos que son creados por músicos y artistas mexicanos radicados en la República Mexicana y el extranjero.
A Shelter in the Desert participa en el compilado latinoamericano CARTOGRAFÍAS DEL ECO, de COLAPSO, que reúne a más de 15 bandas de la escena instrumental de toda Latinoamérica. 
En julio del 2015, la banda publica su segundo LP, titulado, Pequeñas Hiroshimas. Cinco postales ara los que estallan y florecen y recuerdan y vuelven a detonar. Cinco temas, que narran (sin palabras) las explosiones y renacimientos que nos impone la condición humana.
En mayo de 2016, el sello Feedbands, editó “Pequeñas Hiroshimas” en vinilo para Estados Unidos y cientos de sus subscriptores de todo el mundo. La edición en CD llegaría un par de meses más tarde, a cargo del sello Sombrero Negro Records, en México.
Después del lanzamiento en CD y vinilo, la banda estuvo promocionando su nuevo material durante el tour “Todo podrá estallar....”, en León, Xalapa, Pachuca, Puebla, Estado de México y la CDMX.
En febrero de 2017, ASITD forma parte del cartel del “Forever Alone Fest”, que reunió a bandas como Caspian, This Will Destroy You, TTNG, y Totorro.
En mayo de 2017, la banda inicia el proceso de preproducción de su nuevo álbum, trabajando con el reconocido músico y productor Adrián Terrazas González ( The Mars Volta, Transient. TRAM).
En abril de 2018, ASITD se presenta como el acto de cierre del Festival Cultural Zacatecas en uno de los escenarios más importantes, la plazuela Miguel Auza. Dicho festival presentó en esta edición a artistas de músicos no afiliados a la música rock reconocidos como Natalia Lafourcade, Aleks Syntek, Los Daniels, entre otros, ahí la agrupación presentó en vivo por primera vez algunos de los temas que trabajaron para su próximo álbum. (Video)
El 13 de mayo de 2022, A Shelter In The Desert regresa con un nuevo sencillo llamado "Disharmonic" como un preliminar a su nuevo disco conceptual. 
El 27 de Septiempre del 2022 A Shelter in the Desert revela su segundo sencillo llamado "Contra Umbra" como siguiente adelanto de su nuevo disco.

## Discografía
EP
- Maze of Memories (2012)

LP
- Pequeñas Hiroshimas (2015)

Sencillos
- Disharmonic (2022)
- Contra Umbra (2022)